# Supra (obwód tiumeński)
Supra (ros. Супра) – wieś (sieło) w Rosji, w obwodzie tiumeńskim, w rejonie wagajskim. W 2010 liczyła 702 mieszkańców.